# Crystal (Minnesota)
Crystal è un comune (city) degli Stati Uniti d'America della contea di Hennepin nello Stato del Minnesota. La popolazione era di 22,151 persone al censimento del 2010.

## Geografia fisica
Secondo lo United States Census Bureau, ha un'area totale di 5,88 miglia quadrate (15,23 km²).

## Società

### Evoluzione demografica
Secondo il censimento del 2010, c'erano 22,151 persone.

### Etnie e minoranze straniere
Secondo il censimento del 2010, la composizione etnica della città era formata dal 78,1% di bianchi, il 10,5% di afroamericani, lo 0,7% di nativi americani, il 3,9% di asiatici, il 3,0% di altre razze, e il 3,8% di due o più etnie. Ispanici o latinos di qualunque razza erano il 6,5% della popolazione.